# 에디의 환상 여행
《에디의 환상 여행》(Rock-a-Doodle)는 미국에서 제작된 돈 블루스 감독의 1991년 애니메이션 영화이다. 글렌 캠벨 등이 주연으로 출연하였고 돈 블루스 등이 제작에 참여하였다.

## 출연

### 주연
- 글렌 캠벨
- 엘렌 그린
- 크리스토퍼 플러머
- 찰스 넬슨 레일리
- 에디 디즌
- 필 해리스
- 샌디 던칸
- 소렐 북키

## 기타
- 미술: 테리 프리처드